# سويديون
السويديون (بالسويديَّة: svenskar) هم مجموعة عرقية جرمانيَّة شماليَّة يعود أصولها إلى السويد. ويسكن معظمهم في السويد والدول الاسكندنافية الأخرى، وخاصةً في فنلندا، مع وجود للشتات كبير في البلدان الأخرى، وخاصةً في الولايات المتحدة. وهم يتكلمون السويدية، يعتنق أغلب السويديين المسيحية على مذهب البروتستانتية اللوثرية. وتتراوح أعداد السويديين والأشخاص من أصول سويديَّة بشكل كامل أو جزئي خارج وطنهم، بين 13 إلى 14 مليون نسمة.

## أصل التسمية
اسم «السويد» الحديث مشتق من كلمة "Sweoðeod"، المنحدرة من الإنجليزية القديمة والتي تعني «القوم السويديون» والتي تعود جذورها إلى كلمة "Svíþjóð" من اللغة النورسية القديمة، لغة أهل النرويج. الاسم الحالي في اللغة السويدية يعني حرفياً «مملكة السويد».
يستخدم اسم "Sweden" في معظم اللغات الحديثة، باستثناء الدنماركية والنرويجية وبالطبع السويدية التي تستخدم "Sverige". ثمة بعض الاستثناءات الأكثر شذوذاً في بعض اللغات كالفنلندية حيث تستخدم كلمة "Ruotsi" والإستونية كلمة "Rootsi".
غير أن الأمر غير متفق على أن "Swedes" و"Sweden" مشتقة من اللغات المذكورة، ولكن قد يكون أصلها من لفظة "Swihoniz" في اللغة الجرمانية القديمة، والتي تعني «ملكُ الفرد»  إشارة إلى قبيلة الشخص الجرمانية.
إن التسمية العربية المستخدمة حالياً «السويد» وهي مأخوذة عن الفرنسية "la Suède"، أمَّا سابقاً فكانت «أسوج» تسمية شائعة باللغة العربية للإشارة للبلاد.

## اللغة
اللغة الرئيسية لهم هي السويدية، بالإضافة لبعض اللغات الجرمانية المختلفة مثل الدنماركية والفاروية والنرويجية.